# Fluorid holmitý
Fluorid holmitý je anorganická sloučenina s chemickým vzorcem HoF3.

## Příprava
Fluorid holmitý lze připravit reakcí oxidu holmitého s fluoridem amonným a následnou krystalizací z roztoku:
Ho2O3 + 6 NH4F ⟶ 2 HoF3 + 6 NH3 + 2 H2O
Lze jej také připravit přímo z prvků:
2 Ho + 3 F2 → 2 HoF3

## Vlastnosti
Fluorid holmitý je nažloutý prášek, který je nerozpustný ve vodě. Krystalizuje v ortorombické krystalové soustavě (typu β-fluoridu yttritého) s prostorovou grupou Pnma (Číslo 62). Při nízkých teplotách krystalizuje fluorid holmitý v trigonální soustavě (typu fluoridu lanthanitého).

## Využití
Fluorid holmitý se využívá jako meziprodukt při výrobě skla a halogenidových výbojek.